# Reimar Müller

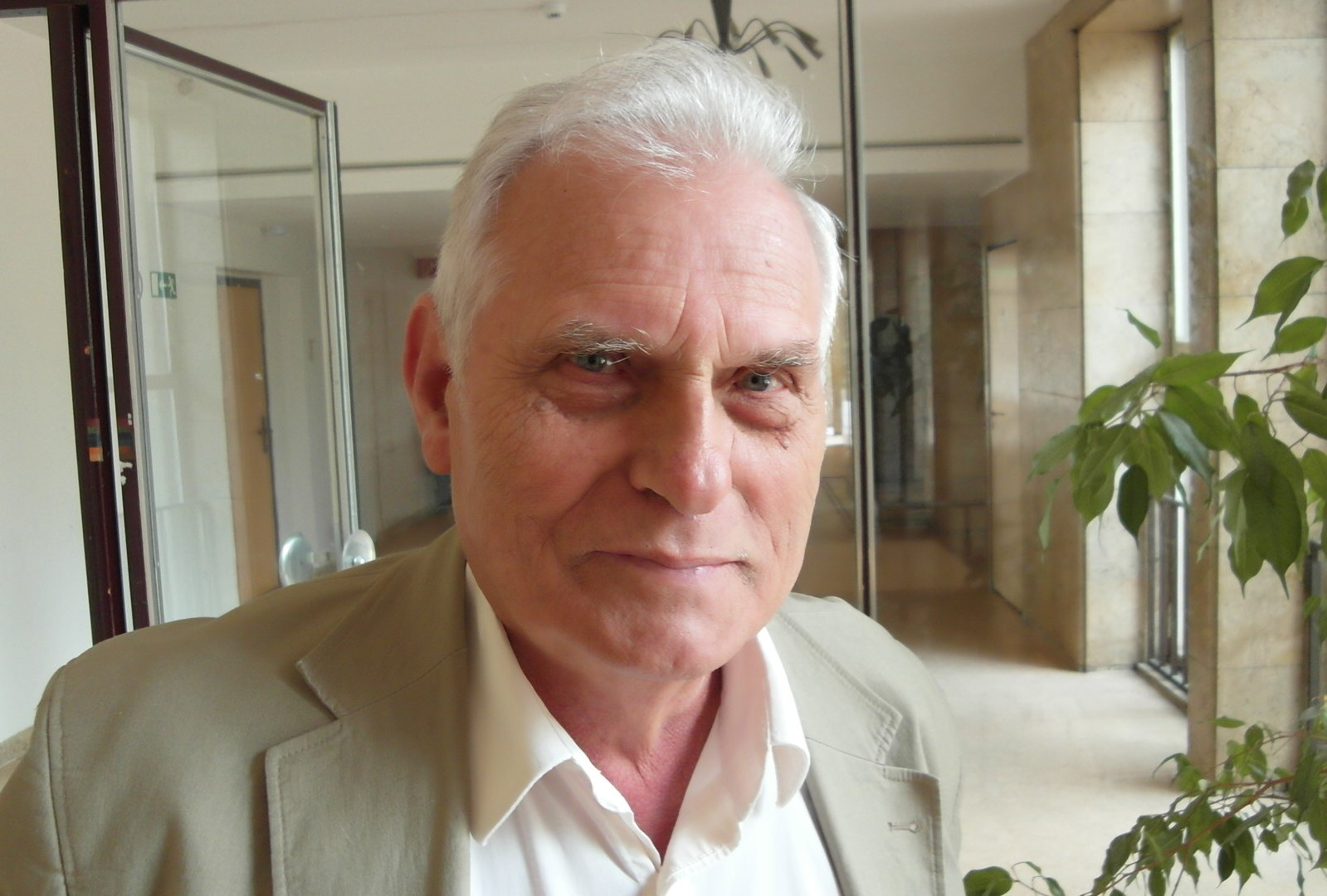
Reimar Müller (2014)

Reimar Müller (* 30. August 1932 in Jena; † 9. April 2020) war ein deutscher Klassischer Philologe.

## Leben
Reimar Müller legte 1951 sein Abitur ab, studierte anschließend zunächst Geschichte und von 1952 bis 1957 Klassische Philologie an der Universität Jena. Das Staatsexamen legte er 1957 ab und war bis 1959 Oberschullehrer. 1959 wechselte er als Wissenschaftlicher Assistent an das Institut für die griechisch-römische Altertumskunde der Deutschen Akademie der Wissenschaften (später Zentralinstitut für Alte Geschichte und Archäologie der Akademie der Wissenschaften der DDR) in Berlin. Die Promotion zum Thema Die Wertung der Bildungsdisziplinen bei Cicero bei Friedmar Kühnert und Johannes Irmscher erfolgte 1963. 1969 wurde er dort Abteilungsleiter und 1970 habilitierte er sich (Promotion B) bei Johannes Irmscher, Rudolf Schottlaender und Marie Simon zum Thema Die epikureische Gesellschaftstheorie (Sozial- und Rechtsphilosophie). Im September 1977 wurde Müller zum Professor am Zentralinstitut für Alte Geschichte und Archäologie der Akademie der Wissenschaften der DDR (ZIAGA) ernannt. Dort war er von 1980 bis 1990 stellvertretender Direktor und von 1985 bis 1990 Leiter des Wissensbereiches Griechisch-römische Kulturgeschichte.
1981 wurde Müller zum Korrespondierenden Mitglied und 1989 zum Ordentlichen Mitglied der Akademie der Wissenschaften der DDR gewählt. 1993 war er Gründungsmitglied der Leibniz-Sozietät der Wissenschaften zu Berlin. Ende der 1980er Jahre war Müller auch Mitglied des Präsidiums der Historiker-Gesellschaft der DDR.

## Wissenschaftliche Arbeit
Müller war in der DDR ein wichtiger Wissenschaftsorganisator im Bereich der klassischen Altertumswissenschaften mit internationaler Ausstrahlung (UNESCO, Neapel, Tbilissi, Madrid). Er begleitete mehrere Großprojekte der Akademie, so die zweibändige Kulturgeschichte der Antike, oder war an ihnen beteiligt. Er forschte vorrangig zur Kultur- und Literaturgeschichte sowie zur Geschichte der antiken Philosophie und der historischen Anthropologie.
Schwerpunkte der wissenschaftlichen Arbeit von Reimar Müller waren:
- Hellenistisch-römische Philosophie
- Kulturgeschichte der Antike
- Antike Sozial- und Rechtsphilosophie
- Menschenbild und Humanismus der Antike
- Literarische Kommunikation in Griechenland
- Antikenrezeption in der europäischen Aufklärung und im 19. und 20. Jahrhundert
- Geschichte und Methodologie der Altertumswissenschaft

## Publikationen (Auswahl)
Die Publikationsliste von Reimar Müller umfasst über 170 Veröffentlichungen, darunter 16 Monographien bzw. selbständige bibliographische Einheiten und 7 Herausgeberschaften von Gemeinschafts- und Sammelwerken.
- Die Wertung der Bildungsdisziplinen bei Cicero. Dissertation Jena 1963.
- Die epikureische Gesellschaftstheorie (= Schriften zur Geschichte und Kultur der Antike. Bd. 5). Akademie-Verlag, Berlin 1972.
- mit Fritz Jürß und Ernst Günther Schmidt: Griechische Atomisten. Texte und Kommentare zum materialistischen Denken der Antike (= Reclams Universal-Bibliothek. Bd. 409). Reclam, Leipzig 1973.
- als Hrsg.: Der Mensch als Maß der Dinge. Studien zum griechischen Menschenbild in der Zeit der Blüte und Krise der Polis (= Veröffentlichungen des Zentralinstituts für Alte Geschichte und Archäologie der Akademie der Wissenschaften der DDR. Bd. 8). Akademie-Verlag, Berlin 1976.
- Menschenbild und Humanismus der Antike. Studien zur Geschichte der Literatur und Philosophie (= Reclams Universal-Bibliothek. Bd. 841). Reclam, Leipzig 1980.
- mit Rigobert Günther: Sozialutopien der Antike. Edition Leipzig, Leipzig 1987, ISBN 3-361-00139-0.
- Polis und Res publica. Studien zum antiken Gesellschafts- und Geschichtsdenken. Böhlau, Weimar 1987, ISBN 3-7400-0058-9.
- Das goldene Zeitalter. Utopien der hellenistisch-römischen Antike..Kohlhammer, Stuttgart u. a. 1988, ISBN 3-17-009865-9.
- Die epikureische Ethik (= Schriften zur Geschichte und Kultur der Antike. Bd. 32). Akademie-Verlag, Berlin 1991, ISBN 3-05-001817-8.
- Anthropologie und Geschichte. Rousseaus frühe Schriften und die antike Tradition. Akademie-Verlag, Berlin 1997, ISBN 3-05-003213-8.
- Die Entdeckung der Kultur. Antike Theorien über Ursprung und Entwicklung der Kultur von Homer bis Seneca. Artemis & Winkler, Düsseldorf/Zürich 2002, ISBN 3-538-07158-6 Rezension in FAZ, 18. März 2003, Nr. 65, S. L19.
- Aufklärung in Antike und Neuzeit. Studien zur Kulturtheorie und Geschichtsphilosophie (= Aufklärung und Europa. Bd. 16). BWV, Berlin 2008, ISBN 978-3-8305-1540-1.